# Hänge-Tragant
Der Hänge-Tragant (Astragalus penduliflorus), auch Hängeblütiger Tragant oder Alpenblasenschote oder Blasen-Tragant (dieser deutsche Büchername wird auch für Astragalus vesicarius verwendet!) genannt, ist eine Pflanzenart aus der Gattung Tragant (Astragalus) innerhalb der Familie der Hülsenfrüchtler (Fabaceae).

## Beschreibung

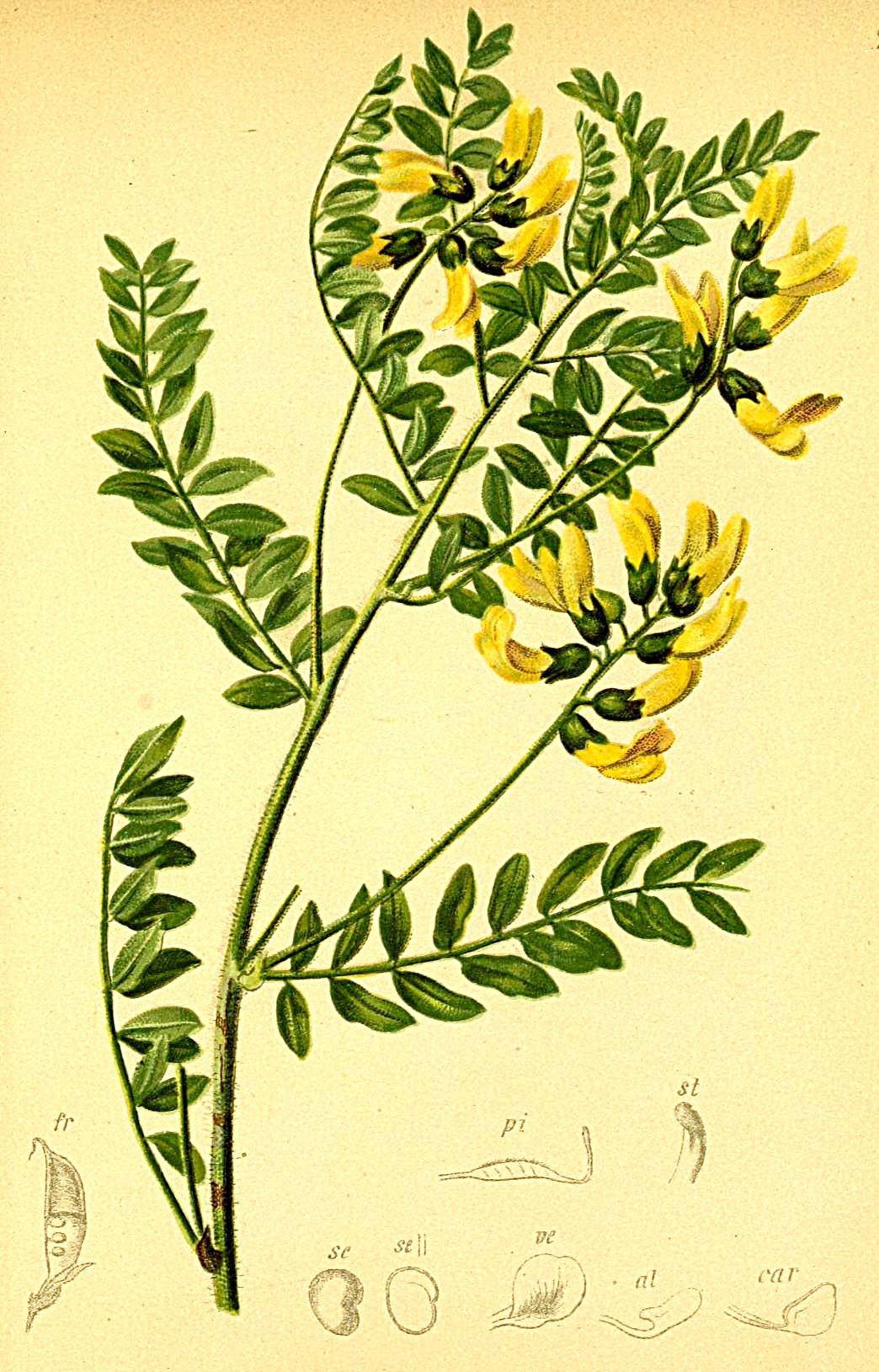
Illustration aus Atlas der Alpenflora

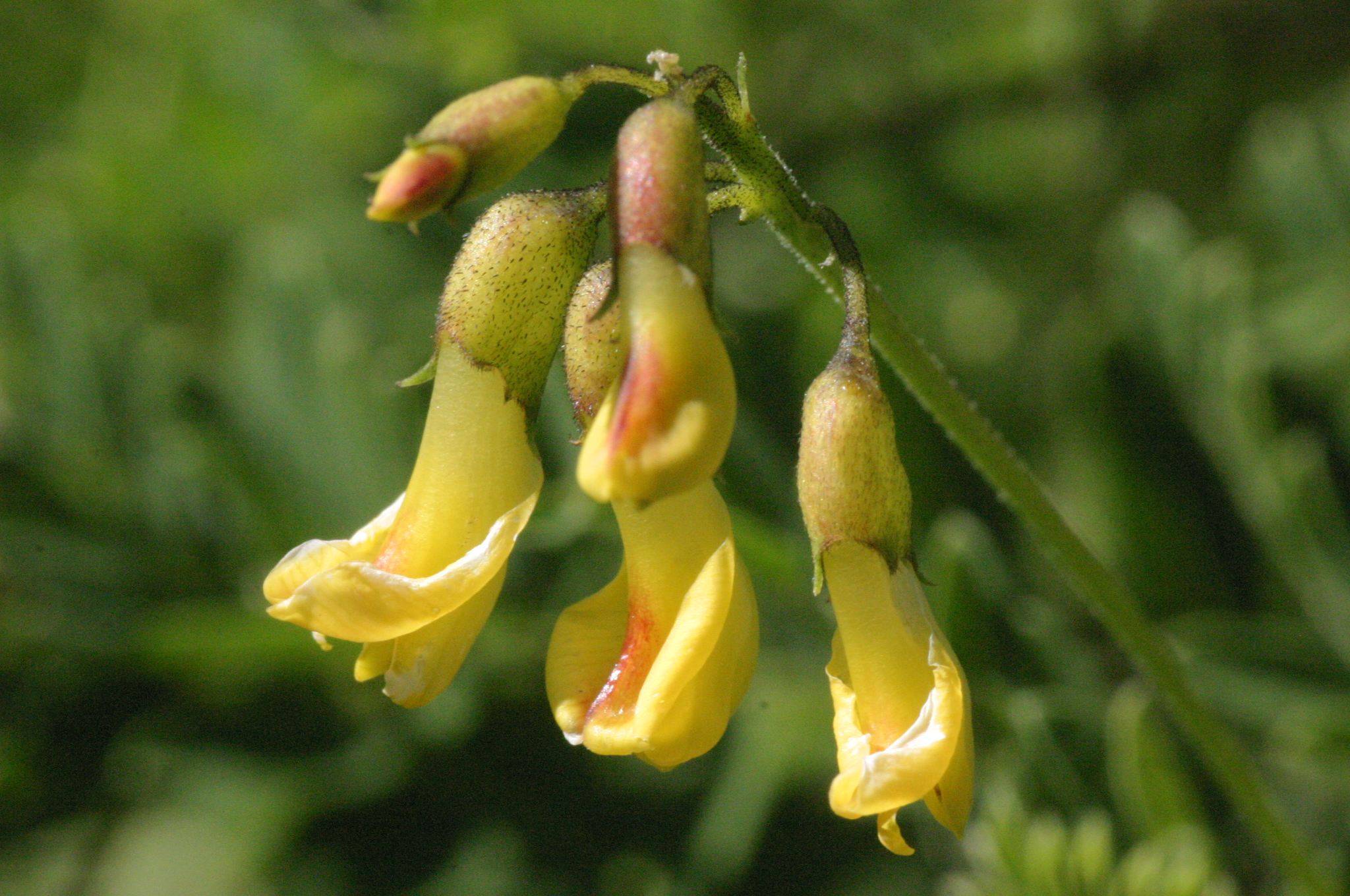
Traubiger Blütenstand mit zygomorphen Blüten

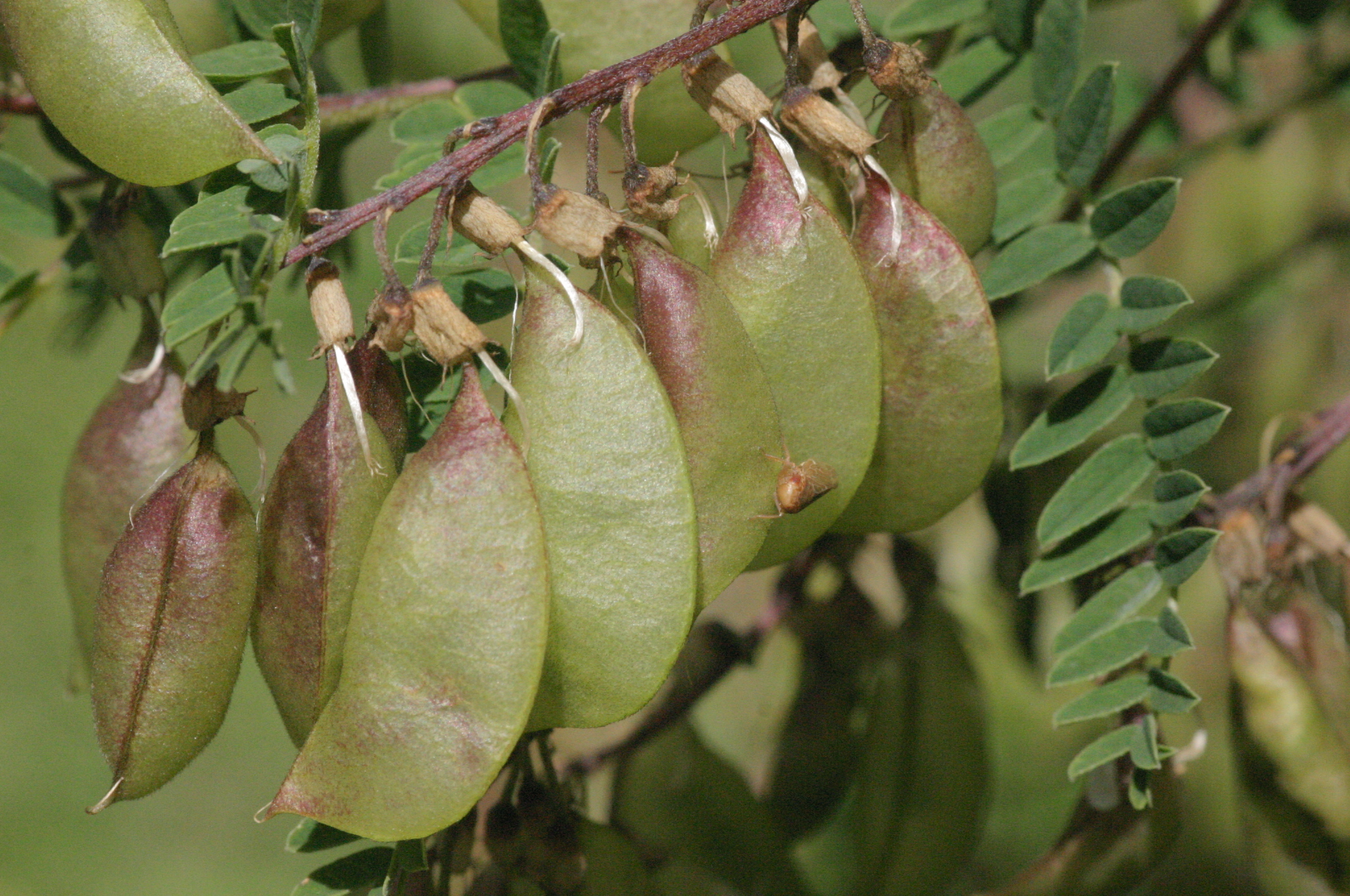
Aufgeblasene Hülsenfrüchte

### Vegetative Merkmale
Der Hänge-Tragant wächst als ausdauernde krautige Pflanze, die Wuchshöhen von 20 bis 80 Zentimetern erreicht.
Er zeigt besonders viele Bestockungsknospen am Stängelgrund. Der aufsteigende bis selbstständig aufrechte Stängel ist verzweigt und meist behaart (Indument). Die frischgrüne, gefiederte Blattspreite besitzt 7 bis 15 Fiederpaare. Die weich behaarten Fiederblättchen sind bei einer Länge von etwa 5 bis 20 Millimetern und einer Breite von 3 bis 6 Millimetern elliptisch bis lanzettlich. Die Nebenblätter sind 3 mm breit, lanzettlich und zugespitzt.

### Generative Merkmale
Die Blütezeit reicht von Juli bis August. Der Blütenstandsschaft ist 1- bis 1,5-mal so lang wie das zugehörige Blatt. In einem relativ kurzen traubigen Blütenstand stehen die Blüten zusammen. Die zwittrigen Blüten sind zygomorph und fünfzählig mit doppelter Blütenhülle. Sie sind nickend. Der Kelch ist glockig und trägt kurze, pfriemlich, durch breite Buchten getrennte Zähne. Die gelbe Blütenkrone besitzt den typischen Aufbau der Schmetterlingsblüten und ist 9 bis 13 Millimeter lang. Die Fahne ist kaum länger als die abgerundeten Flügel und das stumpfe Schiffchen.
Die rau behaarte und verkahlende Hülsenfrucht ist bei einer Länge von 20 bis 30 Millimetern und einem Durchmesser von 10 bis 15 Millimetern aufgeblasen.
Die Chromosomenzahl beträgt 2n = 16.

## Bedeutung als Futterpflanze
Der Hänge-Tragant ist eine eiweißreiche Futterpflanze, da sie aber weder eine Mahd noch eine intensive Beweidung erträgt, sind ihre Bestände rückläufig.

## Vorkommen
Das Hauptareal des Hänge-Tragants liegt in Sibirien und reicht bis Nordeuropa. Nach A. Kurtto ist die Art aber auf Europa beschränkt. Sie besitzt ursprüngliche Vorkommen in den Ländern Spanien, Frankreich, Italien, Schweiz, Deutschland, Österreich, im früheren Jugoslawien, in der früheren Tschechoslowakei, Polen, Rumänien und Schweden. In den Zentralketten der Schweiz kommt sie zerstreut vor; im übrigen Alpengebiet und in Schweden ist sie selten.
Der Hänge-Tragant besiedelt in Mitteleuropa alpine Steinrasen und lückige Matten, kommt aber auch auf Moränen und befestigten Steinschutt vor. Er bevorzugt Süd- und Westhänge bzw. sonnige Standorte. Er kommt in den Alpen vor allem in Höhenlagen von 1500 bis 2500 Metern vor, geht örtlich auch etwas höher und gelegentlich durch Abschwemmung auch etwas tiefer. Er erreicht im Engadin die Höhe von 2640 Meter, bei Bormio sogar 2850 Meter Meereshöhe.
In den nördlichen Kalkalpen ist er sehr selten, in den südlichen Kalkalpen selten, desgleichen in den mittleren Zentralalpen. In den Allgäuer Alpen steigt er am Mittelgrat der Höfats in eine Höhenlage von bis zu 2000 Metern auf.
Der Hänge-Tragant gedeiht in Mitteleuropa meist auf steinigen, kalkarmen, lockeren, etwas humushaltigen Lehm- oder Tonböden in alpiner Höhenstufe. Er gedeiht in Gesellschaften des Verbands Festucion variae, der Ordnung Erico-Pinetalia, Astragalo-Pinetalia oder Seslerietalia.
Die ökologischen Zeigerwerte nach Landolt & al. 2010 sind in der Schweiz: Feuchtezahl F = 2+ (frisch), Lichtzahl L = 4 (hell), Reaktionszahl R = 2 (sauer), Temperaturzahl T = 2 (subalpin), Nährstoffzahl N = 2 (nährstoffarm), Kontinentalitätszahl K = 3 (subozeanisch bis subkontinental).

## Taxonomie
Die Erstveröffentlichung erfolgte 1779 durch Jean-Baptiste de Lamarck in Flore Françoise, ou Descriptions Succinctes de Toutes les Plantes qui Croissent Naturellement en France... Band 2 Seite 636 als Atragalus penduliflorus. Ein Synonym für Astragalus penduliflorus Lam. ist Phaca alpina L. 1753.